# Клинтон (округ, Мичиган)
Кли́нтон (англ. Clinton County) — округ в штате Мичиган, США. Официально образован в 1831 году. По состоянию на 2010 год, численность населения составляла 75 382 человека.

## География
По данным Бюро переписи США, общая площадь округа равняется 1 488,138 км2, из которых 1 480,083 км2 суша и 3,120 км2 или 0,540 % это водоёмы.

## Население
По данным переписи населения 2000 года в округе проживает 64 753 жителей в составе 23 653 домашних хозяйств и 17 976 семей. Плотность населения составляет 44,00 человека на км2. На территории округа насчитывается 24 630 жилых строений, при плотности застройки около 17,00-ти строений на км2. Расовый состав населения: белые — 96,40 %, афроамериканцы — 0,63 %, коренные американцы (индейцы) — 0,44 %, азиаты — 0,52 %, гавайцы — 0,04 %, представители других рас — 0,81 %, представители двух или более рас — 1,17 %. Испаноязычные составляли 2,61 % населения независимо от расы.
В составе 37,40 % из общего числа домашних хозяйств проживают дети в возрасте до 18 лет, 64,30 % домашних хозяйств представляют собой супружеские пары проживающие вместе, 8,40 % домашних хозяйств представляют собой одиноких женщин без супруга, 24,00 % домашних хозяйств не имеют отношения к семьям, 19,80 % домашних хозяйств состоят из одного человека, 7,10 % домашних хозяйств состоят из престарелых (65 лет и старше), проживающих в одиночестве. Средний размер домашнего хозяйства составляет 2,70 человека, и средний размер семьи 3,12 человека.
Возрастной состав округа: 28,10 % моложе 18 лет, 7,30 % от 18 до 24, 29,20 % от 25 до 44, 24,50 % от 45 до 64 и 24,50 % от 65 и старше. Средний возраст жителя округа 37 лет. На каждые 100 женщин приходится 98,90 мужчин. На каждые 100 женщин старше 18 лет приходится 95,60 мужчин.
Средний доход на домохозяйство в округе составлял 52 806 USD, на семью — 60 491 USD. Среднестатистический заработок мужчины был 42 379 USD против 31 065 USD для женщины. Доход на душу населения составлял 22 913 USD. Около 3,30 % семей и 4,60 % общего населения находились ниже черты бедности, в том числе — 5,30 % молодежи (тех, кому ещё не исполнилось 18 лет) и 6,00 % тех, кому было уже больше 65 лет.